# Fimbristylis hygrophila
Fimbristylis hygrophila är en halvgräsart som beskrevs av Gordon-gray. Fimbristylis hygrophila ingår i släktet Fimbristylis och familjen halvgräs. Inga underarter finns listade i Catalogue of Life.